# Бузаки (коммуна)
Бузаки (итал. Busachi) — коммуна в Италии, располагается в регионе Сардиния, подчиняется административному центру Ористано.
Население составляет 1 249 человек (30-6-2019), плотность населения составляет 21,16 чел./км². Занимает площадь 59,03 км². Почтовый индекс — 9082. Телефонный код — 0783.
Покровителем населённого пункта считается Антоний Падуанский. Праздник ежегодно празднуется 13 июня.

## Примечание
1. ↑  Statistiche demografiche ISTAT. demo.istat.it. Дата обращения: 26 ноября 2019. Архивировано из оригинала 24 июля 2019 года.